# Bürgermeisterei Niederkassel
Die Bürgermeisterei Niederkassel war ein Verwaltungsbezirk im Siegkreis. Das Gebiet entspricht dem der heutigen Gemeinde Niederkassel und entstand aus den Mairen Niederkassel, Lülsdorf und Rheidt. 1927 wurde aus der Bürgermeisterei Niederkassel das Amt Niederkassel.
1830 bestand die Bürgermeisterei aus sieben Dörfern und zwei Höfen. Sie hatte 608 Wohnhäuser, sechs Kirchen und Kapellen und eine Mühle. Nach 2977 Einwohnern 1816 und 3003 im Jahr 1825 brachte Nieder-Cassel es 1828 auf 3457 Einwohner. Hiervon waren 3432 Katholiken und 25 Juden.
Das Kirchdorf Niederkassel hatte 648 Einwohner, das Kirchdorf Rheidt 1110, das Kirchdorf Lülsdorf 583 Bewohner und das Kirchdorf Mondorf 594. Dazu kamen die Dörfer Ranzel mit 229 Einwohnern, Stockum mit 69 und Uckendorf mit 198 Einwohnern. Die Weilerhöfe hatten 26 Bewohner.
Am Rhein wurde Weinbau betrieben, dessen Produkt allerdings nur eine mittelmäßige Qualität zugestanden wurde.
1845 hatte die Bürgermeisterei 4097 Bewohner in 730 Häusern. 38 Einwohner waren Juden, die anderen Katholiken. Die Ortschaften waren gegenüber 1830 gleich geblieben, die Weilerhöfe bestanden aber nur noch aus einem Weilerhof. Die Einwohnerzahlen alphabetisch: Lülsdorf 587 Personen in 102 Häusern, Ranzel 270 in 49, Weilerhof 12 in 1, Mondorf 799 (davon 22 Juden) in 140, Nieder-Cassel 719 in 130, Stockem 70 in acht, Uckendorf 237 in 40 und Rheidt 1403 Einwohner (davon 16 Juden) in 260 Häusern.
1888 bestand die Bürgermeisterei aus den Landgemeinden
- Lülsdorf mit 866 Einwohnern in 176 Haushalten (davon Ranzel mit 299 in 58 und Weilerhöfe mit 37 in vier),
- Mondorf mit 1314 Einwohnern in 261 Haushalten,
- Nieder-Kassel mit 719 Einwohnern in 156 Haushalten,
- Rheidt mit 1756 Einwohnern in 360 Haushalten,
- Stockem mit 70 Bewohnern in sechs Haushalten und
- Uckendorf mit 246 Einwohnern in 59 Haushalten.[3]

1927 wurden die Bürgermeistereien in der Rheinprovinz in Ämter umbenannt.
Die die sechs Gemeinden des Amtes Niederkassel (Lülsdorf, Mondorf, Niederkassel (Siegkreis), Stockem, Rheidt und Uckendorf) wurden am 1. August 1969 mit dem Bonn-Gesetz zu einer neuen Gemeinde Niederkassel zusammengelegt, die Rechtsnachfolgerin des aufgelösten Amtes wurde.